# Medalla de Alfonso XII
La Medalla de Alfonso XII fue una condecoración española destinada a premiar a los combatientes en el bando constitucional la tercera guerra carlista.

## Historia
La tercera guerra carlista había comenzado en 1872 como un enfrentamiento de los carlistas contra Amadeo de Saboya, rey constitucional de España. El conflicto continuó contra los regímenes siguientes, incluyendo tras la restauración borbónica en España que supuso la accesión al trono de Alfonso XII.
Fue este monarca quien, por Real Orden de 8 de septiembre de 1875, creó una medalla que:
recuerde las glorias y penalidades de la presente guerra civil y perpetúe sus más brillantes hechos.
Por medio de otra real orden de igual fecha se fijó el modelo de la medalla y las reglas para su concesión.
Para su concesión se fijaban las siguientes condiciones:
- llevar al menos un año activo en las operaciones de guerra desde el 1 de enero de 1875,
- haber sido herido
- llevar seis meses en las acciones de guerra.
- haber asistido a tres acciones de guerra.

Sucesivamente se fueron añadiendo los siguientes pasadores:
- 8 de septiembre de 1875: Pamplona, Cantavieja, Treviño y Seo de Urgel.
- 31 de diciembre de 1875: Miravalles.
- 27 de marzo de 1876: Oria y Elgueta.
- 8 de abril de 1876: Olot, Junquera, Peña-Plata, Vera, Santa Bárbara y Estella.
- 13 de junio de 1876: Guetaria y Cantabria.
- 30 de abril de 1880: Esquinza-Oteiza y Líneas de Orio.

Por Real Orden de 13 de junio de 1876 la elegibilidad de la medalla se amplió a individuos de la Armada, así como a personal civil.
Por Real Orden de 31 de diciembre de 1884, se prohibió cursar solicitudes de la Medalla de Alfonso XII junto con las de la Medalla de la Campaña de Cuba. Esta real orden significó el fin efectivo de la medalla.

## Descripción

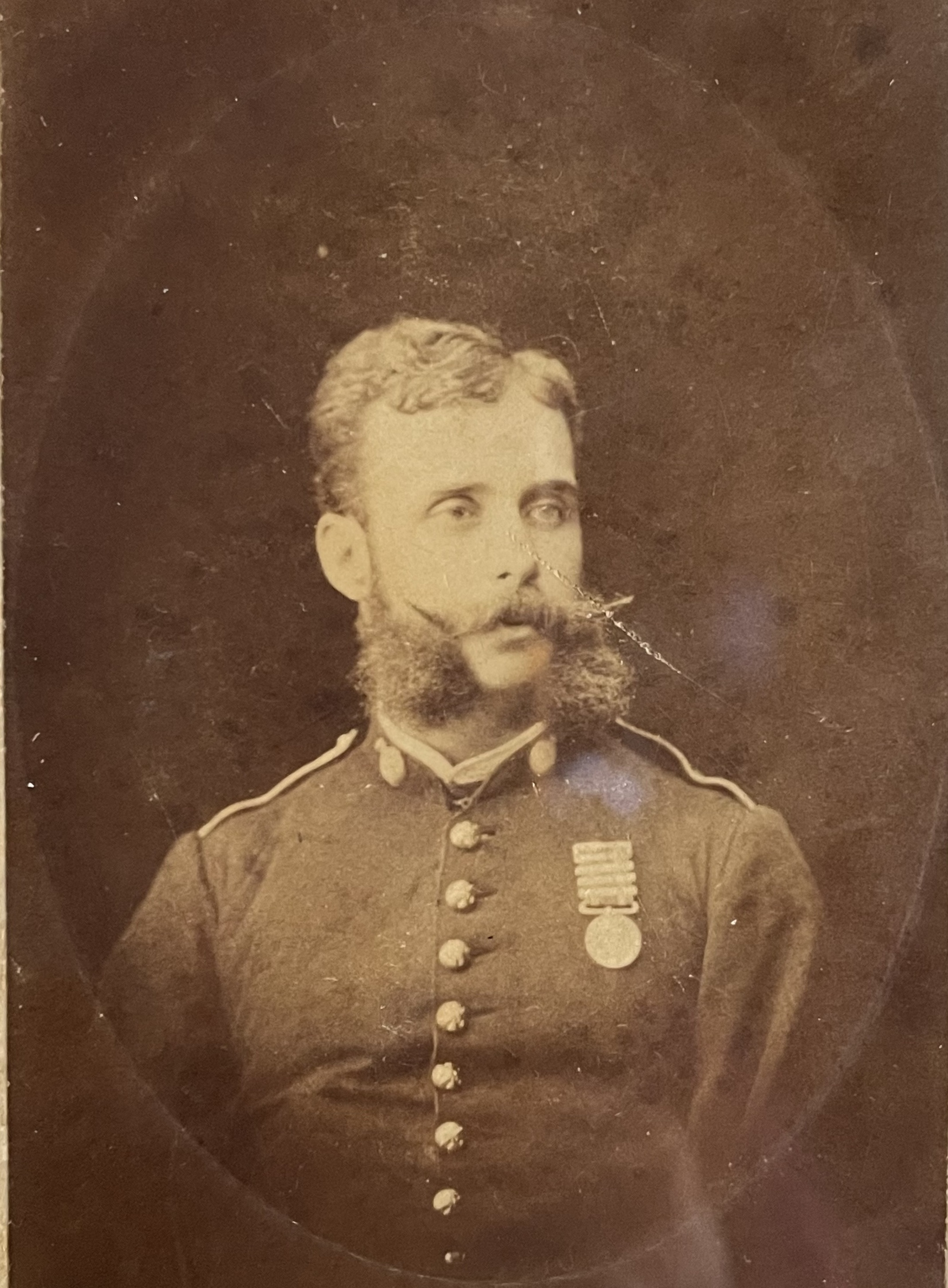
Isidoro González Carpintier con la medalla.

Desde su creación la medalla se adscribió al Ministerio de la Guerra.
La medalla se entregaba en dos materiales: plata (para oficiales) y metal blanco (para la tropa).

Se trataba de una medalla circular de 35 milímetros de diámetro. En la parte anterior contaba con un busto de Alfonso XII, de perfil, mirando a la izquierda, con la inscripción:
ALFONSO XII / A LOS EJÉRCITOS EN OPERACIONES.
La parte posterior se encontraba orlada por una corona de laurel y en el centro contaba con la inscripción: VALOR, DISCIPLINA Y LEALTAD, en tres líneas horizontales, coronada por la corona real.
La cinta de la medalla era de color amarillo, con dos listas rojas de cinco milímetros de ancho en la parte cerca a cada uno de los bordes.
Los pasadores eran del metal correspondiente a la medalla, y de tres milímetros de ancho, contaban con el nombre de la acción de guerra correspondiente. Se ordenaban colocando el más antiguo más cerca de la medalla.
La medalla se colocaba en el lado izquierdo del pecho, colgada del ojal izquierdo de la casaca.